# Barbara Cupisti

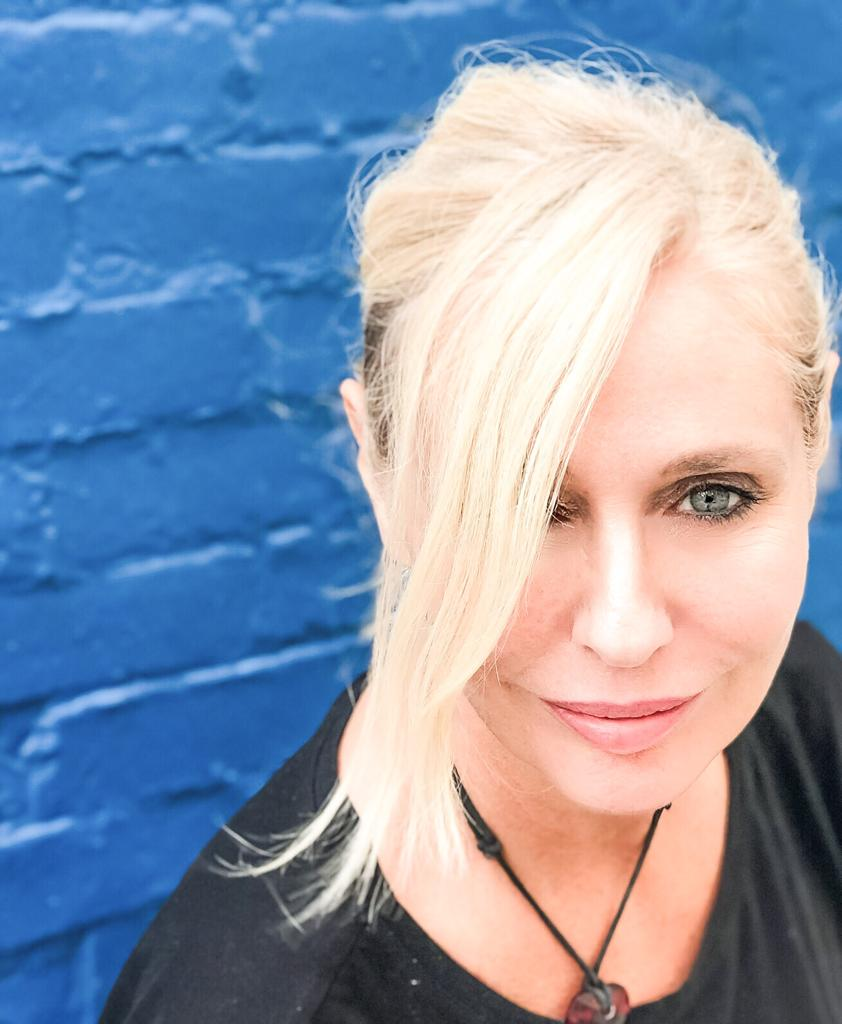
Barbara Cupisti, 2019

Barbara Cupisti (* 24. Januar 1962 in Viareggio) ist eine italienische Schauspielerin und Dokumentarfilmerin.

## Leben
Cupisti studierte zwei Jahre Schauspiel an der „Accademia dell'Arte Drammatica“ in Rom, machte jedoch keinen Abschluss, da sie für ihre Rolle in Tinto Brass’ La chiave die Ausbildung abbrach. Sie drehte dann einige Fernseharbeiten, meist in Serienepisoden, und wurde ab 1987 zu einer der Königinnen des Horrorfilms der letzten Hochphase des Genres in Italien. Gleichwohl zeigte sie schauspielerische Qualitäten in Carlo Verdones Der Bulle und das Kind als verliebte Kollegin des Titelhelden, weiterer Fernsehengagements (Chateauvallon 1989, Edera 1992, Caro maestro 1996) und Kinofilmen von Alberto Bevilacqua, Gabriele Salvatores und Nello Correale. Mit Anbruch des neuen Jahrtausends zog Cupisti sich langsam von der Arbeit vor der Kamera zurück und suchte neue Herausforderungen als Dokumentarfilmregisseurin. 2008 gewann sie für Madri einen David di Donatello. Auch andere Arbeiten wurden ausgezeichnet.

## Filmografie (Auswahl)

### Darstellerin
- 1982: Der New York Ripper (Lo squartatore di New York)
- 1983: The Key – Der Schlüssel (La chiave)
- 1987: Aquarius – Theater des Todes (Deliria)
- 1988: Terror in der Oper (Opera)
- 1989: Der Bulle und das Kind (Il bambino e il poliziotto)
- 1989: The Church (La chiesa)
- 1994: DellaMorte DellAmore
- 2001–2002: Distretto di polizia (Fernsehserie)

### Regisseurin
- 2007: La maschera d’acqua (eine Episode)
- 2015: Exiles. Tibet (Dokumentarfilm)